# Трирениймолибден
Трирениймолибден — бинарное неорганическое соединение, интерметаллид
рения и молибдена
с формулой MoRe3,
кристаллы.

## Получение
- Сплавление стехиометрических количеств чистых веществ:

{\displaystyle {\mathsf {3Re+Mo\ {\xrightarrow {2000^{o}C}}\ MoRe_{3}}}}

## Физические свойства
Трирениймолибден образует кристаллы
кубической сингонии,
пространственная группа I 43m,
параметры ячейки a = 0,9593 нм, Z = 14,5,
структура типа марганца α-Mn
.
Соединение образуется по перитектической реакции при температуре 2000°C
и имеет область гомогенности 76÷79 ат.% рения .